# Tosta
Tosta là một chi bướm ngày thuộc họ Bướm nâu.